# Municipio de Jackson No. 1
El municipio de Jackson No. 1 (en inglés: Jackson No. 1 Township) es un municipio ubicado en el condado de Greene en el estado estadounidense de Misuri. En el año 2010 tenía una población de 2869 habitantes y una densidad poblacional de 32,01 personas por km².

## Geografía
El municipio de Jackson n.º 1 se encuentra ubicado en las coordenadas 37°22′24″N 93°7′49″O / 37.37333, -93.13028. Según la Oficina del Censo de los Estados Unidos, el municipio tiene una superficie total de 89.64 km², de la cual 89,55 km² corresponden a tierra firme y (0,1 %) 0,09 km² es agua.

## Demografía
Según el censo de 2010, había 2869 personas residiendo en el municipio de Jackson n.º 1. La densidad de población era de 32,01 hab./km². De los 2869 habitantes, el municipio de Jackson n.º 1 estaba compuesto por el 96,69 % blancos, el 0,17 % eran afroamericanos, el 0,31 % eran amerindios, el 0,42 % eran asiáticos, el 0,45 % eran de otras razas y el 1,95 % eran de una mezcla de razas. Del total de la población el 1,36 % eran hispanos o latinos de cualquier raza.